# Terapia de resolución rápida

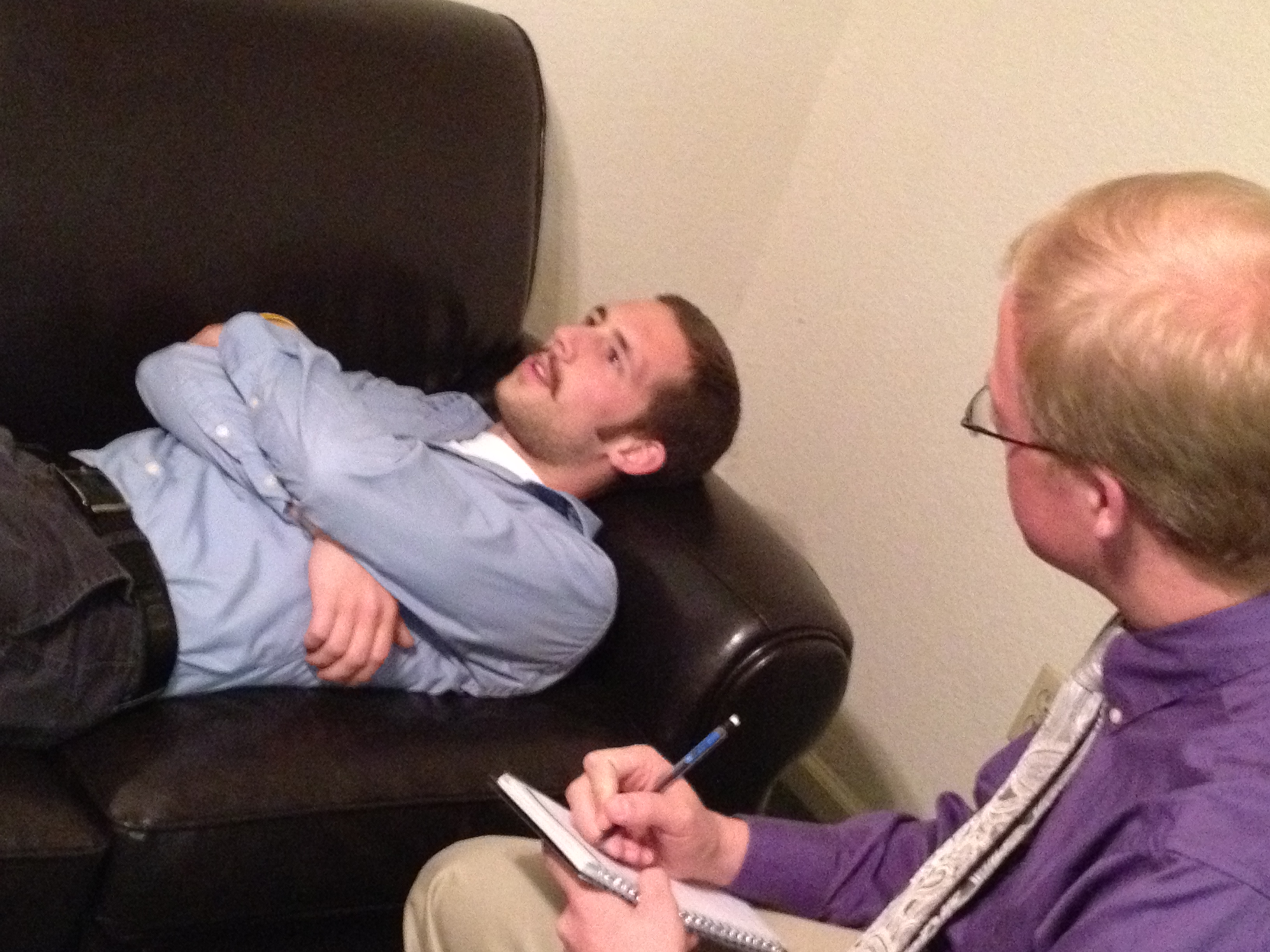
El profesional se involucra con el paciente a través de la hipnosis, imágenes guiadas y comunicación intencionada en un enfoque indoloro para superar permanentemente los efectos continuos que surgen de experiencias traumáticas

La Terapia de Resolución Rápida (TRR) es una forma de Psicoterapia que intenta ayudar a los individuos a vencer de manera permanente los efectos continuos que vienen de experiencias traumáticas.
La TRR combina la hipnosis, imágenes guiadas , historias y comunicación intencionada que provoca una respuesta de la parte subconsciente de la mente para eliminar los efectos desafiantes del trauma.
La mente humana se relaciona y responde rápidamente a las historias. Con la TTR, se cree que se crea una nueva vía neuronal a través de imágenes visuales, narración de historias y metáforas.
A diferencia de la terapia cognitiva tradicional, que sólo apunta al cerebro cognitivo, la TRR se dirige al cerebro emocional y al sistema límbico. Por lo tanto, el tratamiento de TRR no es emocionalmente doloroso ya que los clientes no vuelven a experimentar sus miedos ni se exponen a ellos, y los terapeutas no experimentan un trauma indirecto. Entonces RRT se ocupa del sistema límbico emocional sin tratar con las emociones, fascinante.

## Historia
Esta forma de psicoterapia comenzó con el trabajo de Jon Connelly. Connelly tiene licencia como trabajadora social clínica y tiene un doctorado en Consejería Pastoral Clínica. Connelly es la fundadora del Instituto para Sobrevivientes de Violencia Sexual, una organización sin fines de lucro (501C3).
Antes de brindar programas de capacitación de posgrado para profesiones de salud y salud mental, Connelly comenzó su carrera como trabajador de servicios de protección infantil y supervisor clínico. Connelly impartió clases universitarias sobre sexualidad humana, que brindaron apoyo a adolescentes que sufrían debido a abusos en la infancia, trauma emocional y violencia sexual. Como resultado de estas experiencias, se comprometió a encontrar un enfoque rápido e indoloro para aliviar a las víctimas del dolor y el sufrimiento. Los conocimientos adquiridos a partir de estos eventos al trabajar con víctimas que sufren traumas emocionales ayudaron a dar forma a la formulación del TRR.
La primera aparición del término "terapia de resolución rápida" se reveló en su libro, Conversaciones que cambian la vida con terapia de resolución rápida  (Life Changing Conversations with Rapid Resolution Therapy). Connelly reúne veintiún conversaciones con personas que sufren de patrones de comportamiento problemáticos y su experiencia con el TRR. Connelly afirma que los avances terapéuticos poderosos que pueden mejorar drásticamente la vida de uno pueden facilitarse en una sola sesión de psicoterapia. El libro destaca con éxito los beneficios de esta forma de psicoterapia con tres secciones principales, 'Vidas cambiadas', 'Prácticas clínicas cambiadas' y 'Prácticas educativas cambiadas'
La teoría de Connelly de cómo el cambio transformacional rápido puede ocurrir en una sola sesión indolora se deriva de su interpretación de los hallazgos de la investigación sobre psicoterapia. Rara vez las personas esperan un cambio transformador rápido cuando consideran ver a un terapeuta. Sin embargo, según Fernández Duque, existen fuertes indicios de que "las terapias fundadas en neurociencia están llevando a los médicos a enfoques más prósperos y llevando a los clientes a estados más prósperos". Connelly afirma que cuando "te mueves hacia las necesidades neuropsicoterapéuticas de un cliente en cuanto a seguridad, conexión, control, motivación y  el "yo mismo", el objetivo final siempre será una mejora con respecto al estado anterior".

## Proceso
La TRR se considera una terapia breve y se lleva a cabo en solo dos a seis sesiones. En este enfoque, el objetivo es abordar los pensamientos, comportamientos o emociones problemáticos en un enfoque rápido e indoloro que no requiere que las personas vuelvan a experimentar o revivir el trauma emocional.

#### Trastorno de estrés postraumático
Se estima que el 70% de los adultos en los Estados Unidos han experimentado un evento traumático al menos una vez en sus vidas y hasta el 20% de estas personas desarrollan el trastorno de estrés postraumático (TEPT).
La mayoría de los estudios de investigación clínica han demostrado que para reducir el PTSD, el proceso de tratamiento debe incluir un componente de terapia de exposición. Un método empleado en la terapia cognitiva tradicional para ayudar a las personas a superar las experiencias traumáticas es la "Exposición Vivo". Este término se refiere a la confrontación directa a objetos, actividades o situaciones temidas por parte de un paciente. Por ejemplo, una mujer con trastorno de estrés postraumático que teme el lugar donde fue agredida puede ser asistida por su terapeuta para asistir al lugar y confrontar directamente esos temores. Sin embargo, la investigación ha demostrado que, si bien la exposición funciona bien para las fobias simples, obligar a las personas traumatizadas a entrar en situaciones sociales es muy ineficaz, ya que no aborda adecuadamente el miedo central del paciente.
La TRR se diferencia de los tratamientos tradicionales de terapia cognitiva en que es un proceso suave que no requiere que el paciente reviva ninguna experiencia dolorosa o hable sobre ella para sanar. En 2009, una investigación en neurociencia encontró que los recuerdos de trauma se pueden borrar permanentemente mediante la consolidación de la memoria.

## Críticas
La investigación realizada para RRT es limitada. Si bien la TRR se diferencia de la terapia cognitiva tradicional, ya que se dirige al sistema emocional y límbico, algunos especulan que este nuevo tratamiento podría ser ineficaz. La psicoterapeuta Susan Johnson criticó una variedad de enfoques de la TRR, incluida la implicación de que estos individuos pueden ser incapaces de utilizar sus emociones como una señal de peligro adecuada para impulsar una acción adaptativa. La activación crónica en sus sistemas cerebrales parece resultar en reacciones exageradas a situaciones que no son emergencias y respuestas de congelación en presencia de un peligro real. 